# Homosfera

Un gráfico que muestra los gases principales en la homosfera y heterosfera. En la homosfera (a la izquierda), los gases más comunes son N_{2}, O_{2} y Ar, y sus porcentajes no dependen de la altura.

La homósfera u homosfera es la capa inferior de la atmósfera terrestre clasificada según su composición. Se extiende hasta los 80-100 km de altura aproximadamente y se caracteriza por mantenerse constante la concentración de la mayoría de los gases constituyentes allí presentes debido a fenómenos de mezcla convectiva y turbulenta.
Las excepciones a estos son el vapor de agua y el ozono.

## Composición química de la homósfera
La homósfera ocupa los 80 kilómetros (aproximadamente) inferiores de la atmósfera terrestre y tiene una composición porcentual constante y uniforme, pero su densidad varía en forma constante con la altura.
- oxígeno (20,946 %)
- nitrógeno (78,084 %)
- argón (0,934 %)
- dióxido de carbono (0,046 %)
- vapor de agua (aprox. 1 %)
- neón (18,2 ppm)
- helio (5,24 ppm)
- kriptón (1,14 ppm)
- hidrógeno (0,5 ppm)
- ozono (11,6 ppm)

## Heterosfera
Por encima de la homosfera se halla la heterosfera, que se extiende hasta los 10,000 km de altura aproximadamente. Allí, la composición del aire ya no es constante debido a fenómenos de difusión molecular. Hay mayor concentración de los componentes más ligeros y de forma estratificada: nitrógeno, oxígeno, helio e hidrógeno.